# Werner Hanke (Physiker)
Werner Hanke (* 8. Juli 1943) ist ein deutscher theoretischer Festkörperphysiker.
Hanke studierte ab 1963 Physik an der Ludwig-Maximilians-Universität München (Diplom 1969) und wurde 1972 an der TU München promoviert. Als Post-Doktorand war er 1972 bis 1974 bei Walter Kohn und Lu Jeu Sham an der University of California, San Diego. 1975 bis 1985 war er C3-Professor am Max-Planck-Institut für Festkörperforschung in Stuttgart, habilitierte sich 1978 in Stuttgart in theoretischer Physik und wurde 1985 Professor an der Universität Stuttgart. 1985 bis zur Emeritierung 2008 war er ordentlicher Professor an der Julius-Maximilians-Universität Würzburg. 2002 bis 2004 war er Dekan der Fakultät für Physik und Astrophysik. Er hat eine Forschungsprofessur in Würzburg.
Er befasst sich mit quantenmechanischer Vielteilchenphysik in Festkörpern, stark korrelierten Elektronensystemen, Hochtemperatursupraleitung, topologischen Isolatoren (Quanten-Spin-Hall-Effekt) und Magnetismus. Er arbeitet insbesondere mit der funktionalen Renormierungsgruppe (Multi-Orbit-Variante), die es ermöglicht die typischen Unterschiede in den Größenskalen der Energie (eV der grundlegenden Wechselwirkungen von Elektronen und Ionen, meV bei den Unterschieden der Phasen) zum Beispiel bei Hochtemperatursupraleitern zu überwinden (dort Supraleiter- und antiferromagnetische Phasen).
2015 schlug er mit anderen eine Suche nach Materialien für topologische Supraleiter vor, in der Supercomputer-Rechnungen auf Basis der funktionalen Renormierungsgruppe mit Rastertunnelmikroskopie kombiniert werden.
2016 schlug er mit Kollegen ein Material vor (Bismuth-Schicht auf Siliziumcarbid), das aufgrund der größeren Energielücke topologische Isolatoren (Quanten-Spin-Hall-Materialien) bei Raumtemperatur möglich werden lässt. Der Quanten-Spin-Hall-Effekt ist ein vielversprechender Effekt für die Spintronik und wurde experimentell erstmals gleichzeitig mit dem ersten topologischen Isolator 2007 durch die Gruppe von Laurens Molenkamp (Universität Würzburg) nachgewiesen.
Als Gastwissenschaftler leitete er 1980/81 das erste Festkörper-Forschungsprogramm am Kavli Institute for Theoretical Physics (KITP) in Santa Barbara (unter dem damaligen Direktor Walter Kohn, und später mehrfach Gastprofessor), 1981 war er Gastprofessor an der Yale University und Marie-Curie-Gastprofessor an der Universität Paris, 1997 Gastprofessor an der Florida State University in Tallahassee, wo er mit John Robert Schrieffer zusammenarbeitete, und 1999/2000 McCullough Visiting Professor an der Stanford University, an der er mit Shoucheng Zhang zusammenarbeitete. 2002 war er Gastprofessor an der Universität Tokio.
2016 wurde er Ehrendoktor an der TU Graz und 2011 Fellow der American Physical Society. Seit 2003 ist er in der Kommission für Informatik der Bayerischen Akademie der Wissenschaften. Seit 1994 ist er im Rat der Supercomputing Zentren in Stuttgart und München.

## Schriften (Auswahl)
(ohne die in den Fußnoten zitierten Arbeiten)
- mit L. J. Sham: Local-field excitonic effects in the optical spectrum of a covalent crystal, Phys. Rev. B, Band 12, 1975, S. 4501
- mit W. Kohn: Nonlocal correlations in the exchange and correlation energy of an inhomogeneous electron gas, in: C. Moser, Workshop Report on One-electron ab-inition potentials at CECAM, 1976, S. 143
- Theory of elementary excitations in crystals, Advances in Physics, Band 27, 1978, S. 287
- mit G. Strinati, H. J. Mattausch: Dynamical aspects of correlation corrections in covalent crystals, Phys. Rev. B, Band 25, 1982, S. 2867
- mit L. J: Sham: Density-functional theory in insulators: analyticalmodel for the self energy {\displaystyle \nu _{xc}} and the gap correction, Phys. Rev. B, Band 38, 1988, S. 13361–13370
- mit G. Dopf, A. Muatamatsu: Consistent description of high {\displaystyle T_{c}} superconductors with the three-band Hubbard model, Phys. Rev. Lett., Band 68, 1992, S. 353
- mit F. F. Assaad, Douglas James Scalapino: Temperature derivative of the superfluid density and flux-quantization as a criterion for superconductivity in two-dimensional Hubbard models, Phys. Rev. B, Band 50, 1994, S. 12835
- mit R. Preuss, W. v.d.Linden: Quasiparticle dispersion fo the 2D Hubbard model: From an insulator to a metal, Phys. Rev. Lett., Band 75,1995, S. 1344
- mit M. G. Zacher, E. Arrigoni, J. R. Schrieffer: Systematic numerical study of spin-charge-separation in one dimension, Phys. Rev. B, Band 57, 1998, S. 6370
- mit E. Arrigoni, A. P. Harju, B. Brendeland, Steven A. Kivelson: Stripes and superconducting pairing in the t-J model with Coulomb interactions, Phys. Rev. B, Band 65, 2002, S. 134503
- mit E. Demler, S. C. Zhang:  The SO(5) theory of antiferromagnetism and superconductivity, Rev. Mod. Phys., Band 76, 2004, S. 909–974
- mit M. Aichhorn, E. Arrigoni, M. Potthoff: Antiferromagnetic to supecondicting phase transition in the hole-and electron-doped Hubbard model at zero temperature, Phys. Rev. B, Band 75, 2006, S. 024508
- mit T. Dahm, V. Hinkov, S.V. Borisenko, A.A. Kordyuk, V.B. Zabolotnyy, J. Fink, A. Büchner, D.J.Scalapino, B.Keimer: Strength of the spin-fluctuation mediated pairing interaction in a high-temperature superconductor, Nature Physics 2009
- mit C. Bruene, L. Molenkamp u. a.: Evidence for the ballistic intrinsic spin Hall effect in HgTe nanostructure, Nature Physics 2010
- mit G. Li u. a.: Magnetic order in a frustrated two dimensional atom lattice at a semiconductor surface, Nature Communications, Band 4, 2013, S. 1620
- mit M. H. Fischer, R. Thomale, M. Sigrist u. a.: Chiral d-wave superconductivity in SrPtAs, Phys. Rev. B, Band 89, 2014, S. 020509